# Сомалійські пірати

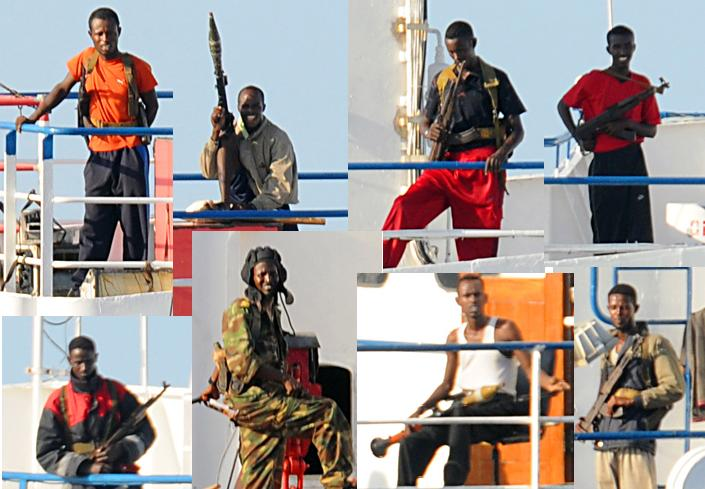
https://static.wikia.nocookie.net/onepiece/images/6/67/Yonko_Infobox.webp/revision/latest?cb=20230322113836&path-prefix=uk

Сомалійські пірати — сучасні організовані озброєні угрупування, які в період з кінця 1970-х до сьогодення займаються розбоєм у прибережних водах Сомалі. Донедавна  — одні з найнебезпечніших у світі.

## Передумови
Сомалі є однією з найбідніших країн, але розташовані поруч з морськими торговельними шляхами, що з'єднують багаті країни Перської затоки з іншим світом. З 1991 року ніким не контрольована внаслідок громадянської війни країна стала гніздом морських піратів, жертвами яких стають, зокрема, й українські моряки.

## Хронологія

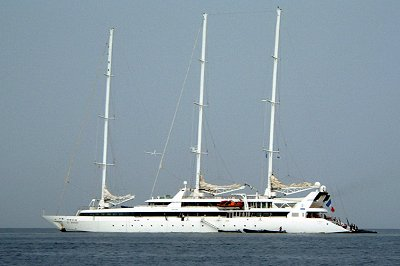
Корабель «Le Ponant», що був захоплений піратами у квітні 2008 року

Кінець 1970-х років — перші повідомлення про піратів в регіоні.
14 січня 2002 року сомалійські пірати захопили ліванське вантажне судно «Принцеса Сара», що через несправність двигуна стояло на якорі. 18 моряків стали заручниками, в тому числі 8 громадян України. За їх звільнення пірати вимагали 200 тисяч доларів викупу. 26 січня заручників звільнили й евакуювали на французький фрегат «Флореаль».
18 жовтня 2005 року — захоплено судно «Панагія» з 22 українськими моряками (йшло під прапором Ліберії). Після їх звільнення Президент України Віктор Ющенко нагородив капітана судна Володимира Шабанова орденом «За мужність» III ступеню («за мужність і самовіддані дії, виявлені при звільненні захоплених піратами українських моряків»).
Всього у 2005 р. було захоплено 23 судна.

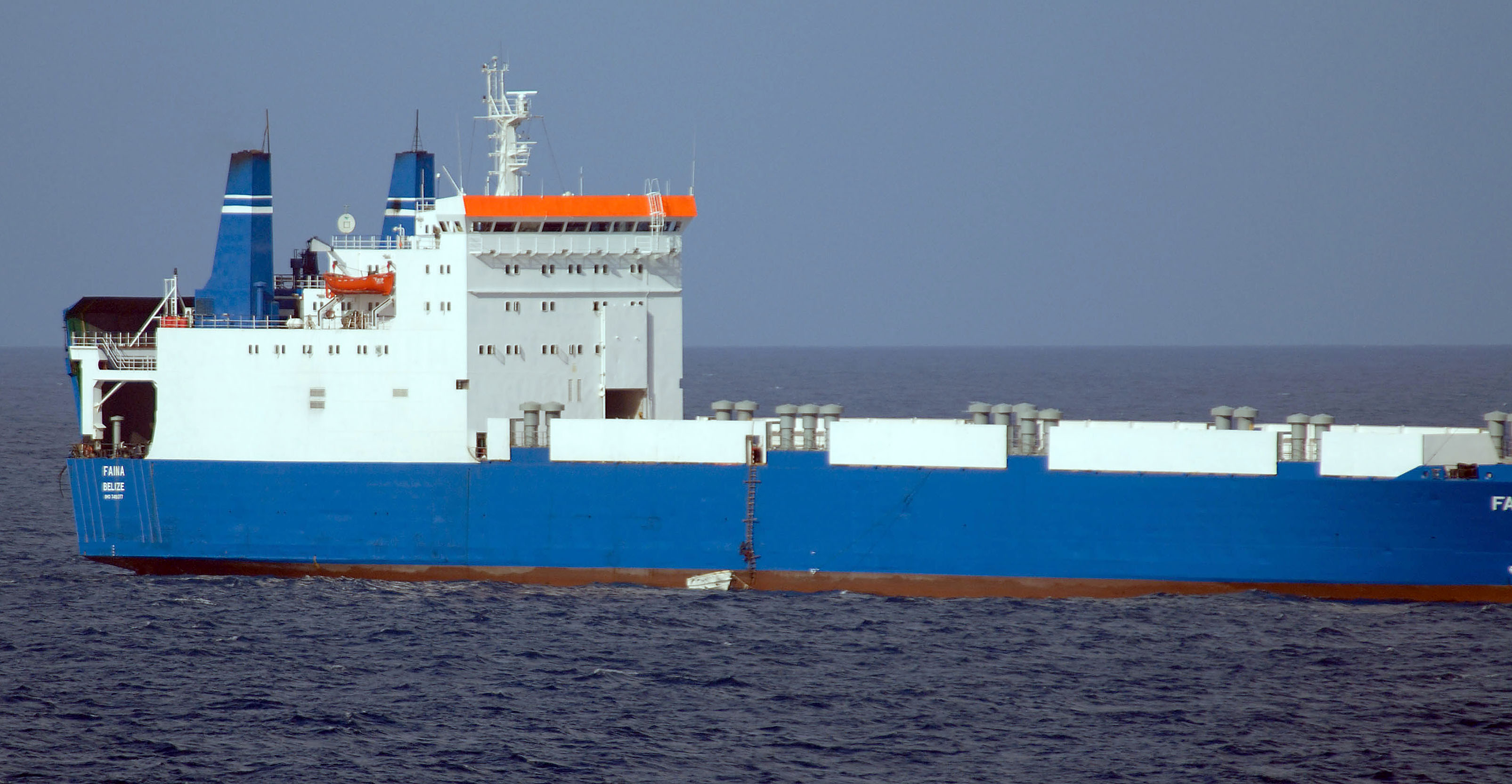
Вантажне судно Фаїна

2006 року тут вчинено 239 нападів на судна у відкритому морі. 2007-го — 263 напади. 2006 року при цьому були вбиті чи поранені піратами 17 осіб. 2007-го — 64 особи.
У квітні 2008 р. сомалійські пірати захопили французьку яхту «Понан». На борту було 32 особи, серед яких — старша стюардеса, 29-річна українка Ольга Бездрабко з міста Охтирка. За тиждень французька влада заплатила викуп, і заручників звільнили.
28 травня 2008 року в Аденській затоці місцеві пірати захопили німецьке судно «Lehmann Timber», на борту якого перебували 15 осіб, в тому числі 4 громадян України.
25 вересня 2008 сомалійські пірати захопили вантажне судно (під прапором Белізу) «Фаїна» з екіпажем у складі 17 громадян України, 3 громадян Росії та 1 громадянина Латвії. На борту корабля перебував військовий вантаж, призначений для Кенії. Пірати звільнили судно з екіпажем після 5 лютого 2009 року, коли одержали $3,2 млн викупу.
Турецьке судно «Bosphorus Prodigy», захоплене піратами під час проходження Аденської затоки 16 грудня 2008 року, було визволене у ніч проти 3 лютого 2009 р. До складу екіпажу входили 8 громадян України та 3 громадян Туреччини.
За даними Міжнародної морської організації (IMO), 2008 року сомалійські пірати захопили 39 суден, здійснивши 95 нападів у водах біля східного узбережжя Африки. 
Січень 2009 р. — ВМС НАТО починають операцію «Океанський щит» по боротьбі з піратами в Аденській затоці й у берегів Африканського рогу. Флагман ВМС України фрегат «Гетьман Сагайдачний» брав участь в операції НАТО з протидії піратству біля узбережжя Сомалі та в Індійському океані. 
Згідно з даними Міжнародного морського бюро (ММБ) у 2009 році сомалійські пірати здійснили 217 нападів і захопили 47 суден.
21 квітня 2010 року в Аденській затоці сомалійські пірати захопили балкер «MV Voc Daisy» водотоннажністю 47 тисяч тонн, що належав ліберійській компанії «Middleburg Properties Ltd», йшов під панамським прапором і експлуатувався грецькою компанією «Maritime Enterprises». Судно йшло з Об'єднаних Арабських Еміратів до Суецького каналу.Інцидент стався в 190 морських милях на південний схід від оманського міста Салала. Екіпаж складався з 21 філіппінця. Балкер перебував у 280 милях від коридору, рекомендованого цивільним суднам для пересування в районі Африканського рогу.
25 вересня 2010 року сомалійські пірати захопили грецький вантажний корабель в Індійському океані, за 900 миль від узбережжя Сомалі. Серед 12 членів екіпажу — всі громадяни України.
2010 р. — пік піратських нападів: захоплено 47 суден, сума викупів сягнула біля $238 млн.  Також рік став рекордним за кількістю заручників — пірати захопили 1181 члена екіпажу суден. Станом на лютий 2011 сомалійські пірати утримували у полоні 33 судна, на борту яких перебувають 758 моряків.
3 листопада 2011 року було звільнено торгівельне судно «Blida», яке 10 місяців перебувало в піратському полоні сомалійців. На його борту в той час було 6 матросів-українців. За даними МЗС України, з 2008 року по листопад 2011 було захоплено або здійснено напади на 40 суден, на борту яких перебувало 187 громадян України, які складають значну частину екіпажів морських вантажних суден.
За 2011 рік 30 кораблів зазнали нападу піратів, і було захоплено 700 заручників. За оцінками фахівців, у 2011 році пірати отримали викуп за захоплені судна на загальну суму понад $160 млн. 
26 березня 2012 р. громадянин України опинився серед 23 членів екіпажу, поневолених сомалійськими піратами на борту торговельного судно «Еґлантін» (прапор Болівії) неподалік Мальдівів. На той час у їхньому полоні вже перебували 5 матросів-українців з захопленого в грудні 2011 р. торгівельного судна «Енріко Леволі» (прапор — Італія).
Середина 2012 р. — зафіксовано останній напад на судно біля берегів Сомалі.
Жовтень 2016 р.— сомалійські пірати звільнили останню групу заручників — 26 моряків з Південно-Східної Азії.
24 листопада 2016 р. — ВМС НАТО завершили операцію «Океанський щит» по боротьбі з сомалійськими піратами.

## Оцінки економічних збитків
Всього з 2008-го по 2012 р. було захоплено 170 суден з 3400 членами екіпажів. Вбиті 25 моряків. Ще 37 померли від голоду або покінчили з собою у полоні.
У дослідженні американського фонду One Earth Future йдеться, що сомалійські пірати щорічно завдають світовій економіці збитків у $7 млрд (з яких 29 % — сплата послуг морських приватних військових компаній, 19 % — забезпечення військово-морських операцій.
Згідно з дослідженням, судноплавні компанії втрачають з вини піратів близько $5,5 млрд на рік, а урядам різних країн їхня діяльність коштує $1,3 млрд. Найбільші втрати несуть компанії контейнерних судноперевезень — $2,7 млрд — через те, що суднам у прибережних водах Сомалі доводиться різко збільшувати швидкість, що збільшує витрати на паливо.
Суттєвою статтею витрат компаній є забезпечення суден збройним супроводом, що є практично 100%-овим захистом від піратів. При цьому компанії, що займаються безпекою суден, заробляють від діяльності піратів більше, ніж самі пірати. Більшість таких компаній базується у Великій Британії.
Генеральний секретар Північноатлантичного альянсу Андерс Фог Расмуссен, виступаючи у жовтні 2013 на 59-й щорічній сесії Парламентської асамблеї НАТО у хорватському місті Дубровник, заявив, що втрати світової економіки від сомалійського піратства становлять 18.2 млрд доларів на рік, і якби не операції НАТО в регіоні, цифри були б ще більші.

## Боротьба з піратами
Боротьба з піратами здійснюється в рамках військово-морської місії Євросоюзу «Аталанта», розпочатої в 2008 році, і операції НАТО Ocean Shield, що проводиться з 2009 року. Патрулювання бойовими кораблями Євросоюзу прибережних вод Сомалі затверджене до 2014 року. При цьому з березня 2012 кораблі ЄС отримали право атакувати і наземні цілі. Цей мандат дозволяє військовим суднам і гвинтокрилам завдавати ударів по паливних складах, вантажівках та інших об'єктах у прибережній зоні.
Про свою згоду на розширення заходів боротьби з піратством заявив перехідний уряд Сомалі.
Операторами перевезень зі свого боку було вжито низку заходів для гарантування безпеки. Торгові судна супроводжують військові конвої, екіпажі навчають поведінці у разі нападу, на бортах перебуває збройна охорона.
У 2015 році сомалійські пірати не захопили жодного комерційного судна.

## Українці в полоні піратів
За даними МЗС України, з 2008 року по листопад 2011 було захоплено або здійснено напади на 40 суден, на борту яких перебувало 187 громадян України, які складають значну частину екіпажів морських вантажних суден.
За той же період понад 140 українців стали жертвами морського тероризму, двоє з них загинули.

## Виноски
1. ↑  ПИРАТЫ КОНЧИЛИСЬ. НАЕМНИКИ НАВЕЛИ ПОРЯДОК В СОМАЛИ БЕЗ ПОМОЩИ НАТО. Архів оригіналу за 22 грудня 2016. Процитовано 19 грудня 2016.
2. ↑  Експерти оцінили збиток від сомалійських піратів для світової економіки. Архів оригіналу за 9 травня 2015. Процитовано 24 березня 2012. [Архівовано 2015-05-09 у Wayback Machine.]
3. ↑  НАТО оцінило збитки від сомалійських піратів у 18 млрд доларів на рік. Архів оригіналу за 13 жовтня 2013. Процитовано 12 жовтня 2013.
4. ↑  Ради Безпеки ООН 2008 року Резолюція Ради Безпеки ООН 1838 використовувати військову силу проти Сомалійських піратів.

Кораблі ЄС отримали право атакувати наземні цілі сомалійських піратів [Архівовано 25 березня 2012 у Wayback Machine.] (рос.)
5. ↑  Місцем з найнебезпечнішими піратами назвали Гвінейську затоку [Архівовано 4 травня 2016 у Wayback Machine.]. BBC Україна [Архівовано 29 квітня 2016 у Wayback Machine.]. 3 травня 2016 рік.
6. ↑  Вперше за три роки жоден українець не перебуває у піратському полоні. Архів оригіналу за 12 липня 2012. Процитовано 8 листопада 2011.
7. ↑  Джеймс Ґрін. Морське піратство та його реальний вплив на Україну // Український тиждень, № 16 (233), 20.04.2012. Архів оригіналу за 29 жовтня 2013. Процитовано 30 квітня 2012.